# Лінкольн (округ Вуд, Вісконсин)
Лінкольн (англ. Lincoln) — місто (англ. town) в США, в окрузі Вуд штату Вісконсин. Населення — 1593 особи (2020).

## Демографія
Згідно з переписом 2010 року, у місті мешкали 1564 особи в 588 домогосподарствах у складі 482 родин. Було 609 помешкань
Расовий склад населення:
| - 97,6 % — білих - 1,0 % — азіатів - 0,8 % — чорних або афроамериканців |

До двох чи більше рас належало 0,3 %. Частка іспаномовних становила 0,8 % від усіх жителів.
За віковим діапазоном населення розподілялося таким чином: 24,4 % — особи молодші 18 років, 62,6 % — особи у віці 18—64 років, 13,0 % — особи у віці 65 років та старші. Медіана віку мешканця становила 44,8 року. На 100 осіб жіночої статі у місті припадало 105,0 чоловіків;  на 100 жінок у віці від 18 років та старших — 102,2 чоловіків також старших 18 років.
Середній дохід на одне домашнє господарство  становив 107 624 долари США (медіана — 83 786), а середній дохід на одну сім'ю — 116 190 доларів (медіана — 90 238). Медіана доходів становила 52 045 доларів для чоловіків та 45 357 доларів для жінок. За межею бідності перебувало 3,7 % осіб, у тому числі 2,8 % дітей у віці до 18 років та 8,7 % осіб у віці 65 років та старших.
Цивільне працевлаштоване населення становило 928 осіб. Основні галузі зайнятості: освіта, охорона здоров'я та соціальна допомога — 31,4 %, виробництво — 16,8 %, роздрібна торгівля — 9,4 %, науковці, спеціалісти, менеджери — 8,1 %.